# Verwaltungsgemeinschaft Untersteinach
In der Verwaltungsgemeinschaft Untersteinach im oberfränkischen Landkreis Kulmbach haben sich folgende Gemeinden zur Erledigung ihrer Verwaltungsgeschäfte zusammengeschlossen:
1. Guttenberg, 467 Einwohner, 10,66 km²
2. Kupferberg, Stadt, 1070 Einwohner, 8,29 km²
3. Ludwigschorgast, Markt, 1000 Einwohner, 5,94 km²
4. Untersteinach, 1789 Einwohner, 11,43 km²

Sitz der Verwaltungsgemeinschaft ist Untersteinach.